# Band-in-a-Box
Band-in-a-Box ist eine kommerzielle Musizier-Software des Unternehmens PG Music Inc. für Windows, macOS und iOS. Die Stärke des Programms liegt in der halbautomatischen Begleitung eines Solisten. Verwendung findet das Programm daher verstärkt von Jazzmusikern zum Trainieren des Improvisierens.
Ebenso kann Band-in-a-Box zum Komponieren und Arrangieren verwendet werden. Es stehen auch Noten-Funktionen zur Verfügung.
Die aktuelle Version ist 2022. In Deutschland übernimmt den Vertrieb die M3C Systemtechnik GmbH in Berlin.

## Funktionsumfang und Produktmerkmale
Band-in-a-Box ist in der Lage, mittels integrierter Begleitautomatismen aus der Angabe von Akkordsymbolen, gewünschtem Musikstil und wahlweise auch der Taktart ein vollständiges Arrangement über den vorgegebenen Chorus zu generieren. Wenn gewünscht sind auch Einleitungen oder gar ganze Instrumental-Soli möglich. Das Ergebnis kann geloopt und via MIDI abgespielt oder als Leadsheet ausgegeben werden. Darüber hinaus gibt es weitere Exportfunktionen, etwa für die Formate MIDI und Audio (WAVE/MP3).
Es stehen vielerlei Genres wie Jazz, Pop, Country, Blues, Klassik, Latin, Rock zur Auswahl. Für die Computer-basiert erzeugten Soli sind unterschiedliche Stilistiken und Instrumentenklänge verfügbar.
Mittlerweile beinhaltet Band-in-a-Box auch verschiedene Virtuelle Instrumente (RealTracks genannt) für einen besseren Klang beim Abspielen der Backing-Tracks. Die RealTracks-Module enthalten Aufnahmen professioneller Studiomusiker. Sequenzer-Funktionen sind unter der Bezeichnung RealBand in das Programm integriert.
Im Missverhältnis zur Funktionsvielfalt steht die von vielen als unzeitgemäß und überfüllt kritisierte grafische Benutzeroberfläche der Software.

## Geschichte
Die Firma PG Music wurde 1988 vom Programmautor Peter Gannon gegründet.
Die erste Version von Band-in-a-Box erschien 1990 für Atari ST. Seitdem wurden die Automatismen zur Harmonisierung und die Möglichkeiten der Musikbearbeitung stetig ausgebaut.
In den ersten Jahren beschränkte sich die Nutzung auf MIDI-Sounds und -Instrumente. Ab 1999 wurden dem Programm Möglichkeiten der Aufnahme und Bearbeitung von Digital Audio hinzugefügt. Im Jahr 2006 erschien RealDrums, eine auf Sampling basierende Technologie, die gegenüber MIDI vor allem einen authentischeren Klangcharakter sowie ein recht menschlich klingendes Begleiten durch Schlagzeug sowie Perkussion ermöglicht. 2007 folgten die sogenannten RealTracks, welche die mit RealDrums eingeführte Wiedergabetreue und "Vermenschlichung" auf melodische Instrumente ausweiteten. Aufgrund der neuen Sound-Bibliothek nimmt die Software etliche Gigabyte ein, weshalb Band-in-a-Box zum Teil direkt auf portablen Festplatten ausgeliefert wird. Die Sammlung an Instrumenten-Sets und Musik-Stücken wird kontinuierlich erweitert. Im selben Jahr wie RealTracks wurde der Audio Chord Wizard veröffentlicht. Dieser analysiert importierte Audio-Dateien und versucht daraus deren Akkord-Abfolge zu bestimmen.
Seit 2010 existiert ein in das Notensatzprogramm Finale implementiertes Band-in-a-Box-Plugin. Im Zuge dessen wurde Band-in-a-Box auch mit den Sounds des Garritan Personal Orchestra kompatibel gemacht.

## Verbreitung und Anwendungsgebiete
Band-in-a-Box besitzt vor allem weite Verbreitung bei Jazzmusikern, darüber hinaus wird es zum Arrangieren, Komponieren, Aufnehmen, Produzieren, automatischen Generieren von Hintergrundmusik, automatischen Harmonisieren bestehender Melodien, sowie zum Generieren von Soli als Lehrmaterial verwendet.
Bislang ist Band-in-a-Box Platzhirsch auf seinem Gebiet. Lange gab es keine vergleichbare Software mit einer derartigen musikalischen Intelligenz. 2007 jedoch wurde das Programm Ludwig veröffentlicht, welches funktional zwar hinter Band-in-a-Box zurückbleibt, ihm jedoch bislang am nächsten kommt. Tonica Fugata ist auf das Komponieren von Fugen spezialisiert und besetzt damit ebenfalls eine Marktnische im Bereich "Auto-Komposition". Beide Neulinge sind bislang jedoch allein für Windows verfügbar, somit handelt es sich bei Band-in-a-Box immer noch um das einzige erhältliche Kompositionsprogramm für den Mac.